# Passiflora alnifolia
Passiflora alnifolia är en passionsblomsväxtart som beskrevs av Carl Sigismund Kunth. Passiflora alnifolia ingår i släktet passionsblommor, och familjen passionsblomsväxter. Inga underarter finns listade i Catalogue of Life.